# The Floaters
The Floaters foi um  grupo vocal  americano, do subúrbio Sojourner Truth em Detroit, Michigan, que foi formado em 1976. O grupo é melhor conhecido por sua música de 1977 "Float On", que atingiu o número 2 na parada da  Billboard Hot 100, e número 1 na UK Singles Chart e número 5 na parada de singles na Irlanda.

## Carreira
A banda foi formada pelo ex-membro do The Detroit Emeralds, o cantor James Mitchell, com seu irmão Paul Mitchell, Larry Cunningham, Charles Clark e Ralph Mitchell (apesar do nome, não era parente dos irmãos Mitchell). A maioria do grupo era do subúrbio Sojourner Truth, na área leste de Detroit.
James Mitchell escreveu o maior sucesso da banda, "Float On", com Arnold Ingram e Marvin Willis. A letra destaca cada membro da banda, que se apresenta com seu nome,  signo e o tipo ideal de parceira romântica. A canção foi produzida por Woody Wilson. Se tornou um sucesso mundial em 1977 pela ABC Records, atingindo #1 nos EUA na parada R&B, #2 na Billboard Hot 100, e #1 na parada de singles da Irlanda.
Os singles seguintes como "You Don't Have to Say You Love Me" (#28 na Billboard R&B) não obtiveram o mesmo sucesso. O grupo continuou a gravar, lançando quatro álbuns de estúdio nos anos seguintes. Uma nova gravação de "Float On" foi gravada em 2001 para o álbum Still Standing do grupo Full Force.

## Discografia

### Álbuns de estúdio
| Título                              | Detalhes                                    | Pico nas paradas | Pico nas paradas |
| Título                              | Detalhes                                    | U.S. 200         | U.S. R&B         |
| ----------------------------------- | ------------------------------------------- | ---------------- | ---------------- |
| Floaters                            | - Lançamento: 1977 - Gravadora: ABC         | 10               | 1                |
| Magic                               | - Lançamento: 1978 - Gravadora: ABC         | 131              | 27               |
| Float Into The Future               | - Lançamento: 1979 - Gravadora: MCA         | —                | —                |
| Get Ready For The Floaters & Shu-Ga | - Lançamento: 1981 - Gravadora: Fee Records | —                | —                |

### Singles nas paradas
| Ano  | Single                              | Posição nas paradas | Posição nas paradas | Posição nas paradas | Posição nas paradas |
| Ano  | Single                              | US Pop              | US R&B              | UK                  | IRL                 |
| ---- | ----------------------------------- | ------------------- | ------------------- | ------------------- | ------------------- |
| 1976 | "I Am So Glad I Took My Time"       | —                   | —                   | —                   | —                   |
| 1977 | "Float On"                          | 2                   | 1                   | 1                   | 5                   |
| 1977 | "You Don't Have To Say You Love Me" | —                   | 28                  | —                   | —                   |
| 1978 | "I Just Want To Be With You"        | —                   | 36                  | —                   | —                   |
| 1978 | "Magic (We Thank You)"              | —                   | —                   | —                   | —                   |
| 1979 | "Levitation"                        | —                   | —                   | —                   | —                   |
| 1981 | "Get Ready"                         | —                   | —                   | —                   | —                   |

### Compilações
- Float On: The Best of The Floaters - 1998 - MCA International[7]